# Páfrányfenyő
A páfrányfenyő (halfarkfa) – tudományos nevén Ginkgo biloba, röviden ginkgo, újabb köznyelvi nevén ginkó – sajátos leveleiről szerte a világon ismert fafaj.

## Származása, elterjedése
Nagyon ősi növényfaj. Közeli rokonai, amelyek levele már hasonlított a mostani páfrányfenyőéhez, mintegy 270 millió éve, a perm időszakban fejlődtek ki. A modern ginkgo a paleogénben jelent meg. Élő kövület, aminek nincsenek közeli élő rokonai.
A páfrányfenyőkövület-felfedezések megmutatják, hogy a mezozoikum óta a nedves, mérsékelten meleg éghajlatok alatt élt. A jégkorszakot is túlélte.
A jégkorszakot rokonai közül egyedüli fajként vészelte át Kínában. Ott ismerték meg az európaiak, ezután gyorsan kedvelt dísznövénnyé vált. Európába 1758-ban hozták be Kína Csöcsiang tartományából, ahol templomkertekben találták meg.
Mára természetes élőhelyein veszélyeztetett fajjá vált, viszont a 18. század óta kedvelt díszfa, számos kertészeti változattal.

## Rendszertani helyzete
Az új, filogenetikus osztályozás a páfrányfenyőknek (Ginkgophyta) önálló törzset hozott létre; ennek egyetlen ma élő faja a Ginkgo biloba.
- Törzs: Páfrányfenyők (Ginkgophyta)
  - Osztály: Ginkgoopsida
    - Rend: Ginkgoales
      - Család: Ginkgoaceae
        - Nemzetség: Ginkgo
          - Faj: Ginkgo biloba

## Megjelenése, felépítése

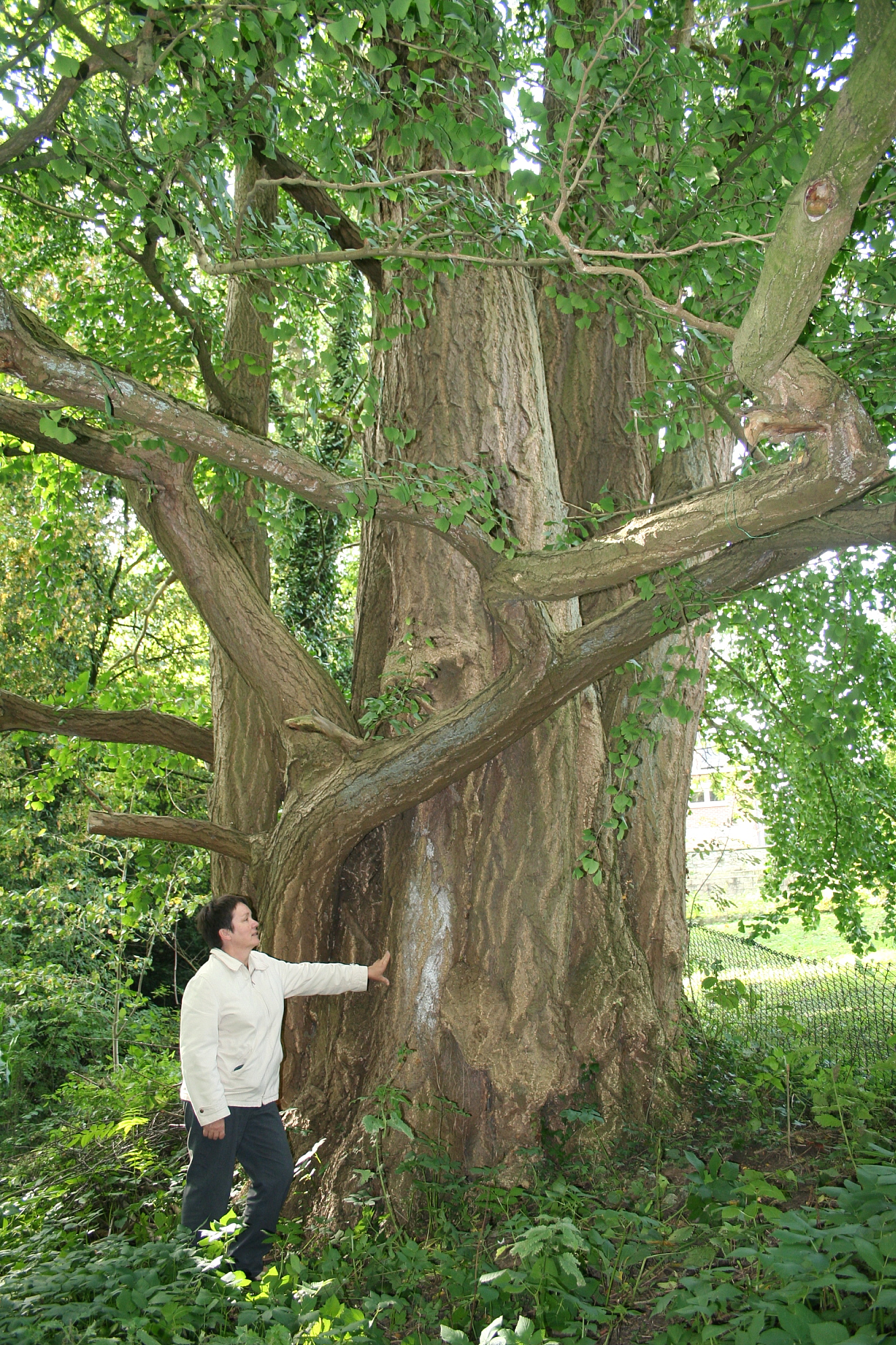
Egy páfrányfenyő Belgiumban

20-35 méteresre nő meg, egyes példányai Kínában 50 méter fölé magasodnak. Fiatalon karcsú és kevéssé elágazó, később a kúp alakú korona kiszélesedik. Az ágak már fiatalon is erősek, vastagok, hegyesszögben felfelé törnek, csak később terülnek szét. A hosszúhajtások egyenesek, messzire nyúlnak, a vörös rügyben végződő törpehajtások télen különös külsőt kölcsönöznek a csupasz ágaknak. Kérge barnásszürke-sötétbarna, mélyen repedezett vagy hálósan barázdált, felfelé haladva a növényen egyre vékonyodik. A törzsön bütykök találhatók.
A hosszúhajtásokon csavarvonalban, egymástól messze, a törpehajtásokon 3–5-ös csomókban elhelyezkedő, kb. 10 cm hosszú levelei bőrszerűek, legyező formájúak. Erezetük villás, a levéllemez középen mélyen bemetszett. A feltűnően puha, hosszú szárú levelek világos- vagy középzöldek, ősszel élénksárgává válnak, majd lehullnak, néha már 1–15 nap alatt.
A hímivarú növények porzós virágai sárga, hengeres barkákban fejlődnek, általában a törpehajtásokon. A nőivarú ginkgók termős virágainak száma 2-3, a szél porozza be őket. A szabadon álló, világoszöld, ovális magkezdemények igen aprók. A csonthéjas termésre emlékeztető magvak húsos magköpenye érés közben szürkészöldről aranysárgára változik. A termés vajsav-tartalma miatt kellemetlen szagú, ezért közterületekre általában a hímivarú példányokat ültetik át (a növények ültetés előtt nem szelektálhatók nem szerint).
Érdekesség, hogy csak 25-30 éves kora után fordul termőre, viszont legalább 1000 évig él.

## Életmódja, termőhelye

Ginkgo-fa ősszel egy New York-i temetőben

Kétlaki, lombhullató. A betegségeknek, kártevőknek ellenáll, a szelet, hókárt jól tűri. A városokban gyakori füstgázokat (kén-dioxid, nitrogén-monoxid stb.) minden más fánál jobban tűri. A radioaktív sugárzás különböző fajtáinak is ellenáll: 1945 augusztusában a Hirosimára ledobott atombomba hipocentrumától számított 1,6 km-en belül mindössze hat súlyosan sérült, de életképes fát találtak – mindegyik páfrányfenyő volt.
Az egyik leghosszabb életű fa; ezer évesnél idősebb példányai is ismertek. Kezdetben lassan, később gyorsabban nő. Fényigényes. A mély rétegű, üde talajt meghálálja, de kevesebbel is beéri.
A faj szerepel a Természetvédelmi Világszövetség Vörös Listáján. IUCN. (Hozzáférés: 2020. december 6.)

## Hatóanyagai
Levelei flavonoidokat (kvercetint, kempferolt) és terpenoidokat tartalmaznak. A terpenoidokat a ginkgolidok (diterpén-laktonok) és a bilobalidok (szeszkviterpén) képviselik.

## Gyógyászati szerepe
Tavasztól őszig szedhető leveleit gyógyászati célokra hasznosítják. A VIII. Magyar Gyógyszerkönyvben páfrányfenyőlevél (Ginkgo folium)  néven hivatalos drog.  

Alkalmazzák az agy vérellátásának zavarai, szédülés, fülzúgás, hallásgyengülés gyógyítására. Jótékonyan hat a visszértágulatra, az aranyérre és a lábszárfekélyre. Kutatások szerint hatásos enyhe és közepes depresszió, impotencia kezelésére. A vizsgálatok kimutatták, hogy a páfrányfenyő flavonoidjai jó értágítók. Javítják a bőr és az izmok vérellátását, fokozzák az anyagcserét. Kiváló antioxidáns. A homeopátiában mandulagyulladás és fejfájás ellen alkalmazzák. A kivonat javítja a koncentrálókészséget, szellemi teljesítőképességet. Használják még az öregkori elbutulás (demencia) és Alzheimer-kór ellen is. A homeopátiában mandulagyulladás és fejfájás ellen alkalmazzák.
Felhasználás módjai:
- Kivonat: A friss levelekből készült kivonat értágító hatású.
- Tabletta: Javítja a vérkeringést.
- Tinktúra: Rossz vérkeringés esetén ajánlott.

2007–2012 között a Toulouse-i Egyetem kórházának kutatói követéses, placebokontrollos vizsgálatban vizsgálták meg egy standardizált (állandó összetételű) ginkgokivonat hatását több mint 2800, 70 évesnél idősebb ember bevonásával. A résztvevők egyik fele naponta 240 mg ginkgo-kivonatot kapott, a másik fele placebót. A páciensekkel a követés öt éve alatt évente végeztettek kognitív teszteket, amelyekkel felmérték megismerő és tanulási képességeik aktuális szintjét. A ginkgokivonatot szedő csoportban a követés ideje alatt 61 részvevőnél mutatták ki az Alzheimer-kór jeleit, míg a másik csoportban 73 embernél. 2800 kísérleti alannyal számolva a különbség nem számít jelentősnek, véletlenszerűen is előállhatott.